# Cathorops raredonae
Cathorops raredonae is een straalvinnige vissensoort uit de familie van de christusvissen (Ariidae). De wetenschappelijke naam van de soort is voor het eerst geldig gepubliceerd in 2009 door Marceniuk, Betancur-R. & Acero P..